# 鏡岩源之助
鏡岩 源之助（かがみいわ げんのすけ、? - 1855年9月29日（安政2年8月19日））は、美濃国羽栗郡（現：岐阜県羽島郡笠松町）出身の大相撲力士。本名は加藤 助三郎（かとう すけさぶろう）。

## 来歴
美濃国羽栗郡（現：岐阜県羽島郡笠松町）で生まれる。父親の鏡岩濱之助は小結まで昇進した元力士で、当時強豪だった雷電爲右エ門から殊勲の星を挙げたこともある。中山道・加納宿で妓楼を営んでいたが父親と同じ相撲の道へ進み、1826年1月場所で幕内付出しで初土俵を踏んだ。しかし1勝も挙げられず、同年10月場所を最後に僅か2場所で現役を引退した。
引退後は再び中山道・加納宿で妓楼を営んでいたが、助三郎は元々乱暴者で、地元住民のために尽くしてきた父親とは性格や考え方が全く反対だったため、周囲から疎まれ、悪評が絶えなかった。この悪評は嫌でも助三郎の耳にも入ったが、これには自分の従来までの行いを大いに反省し、父親の13回忌に墓前で心を改めることを誓った。助三郎は加納宿に鏡岩山妙寿寺を建立して仏門に入り、中山道を行きかう旅人に茶を振舞い、自分と同じ等身の木像（「打たれ坊」と命名）を旅人に木棒で打たせて、自身の罪滅ぼしを行った。
鏡岩山妙寿寺は岐阜県岐阜市加納八幡町に存在していたが、2013年現在では廃寺となっている。しかし、助三郎が製作した等身大の木像（打たれ坊）は、岐阜市加納清水町の妙泉寺に安置されている。
助三郎が旅人にお茶を振舞った場所は、中山道と伊勢道の分岐点（現：岐阜市加納八幡町）だが、この地は古くから「茶所」と呼ばれている。地名としては残存していないが、名古屋鉄道の駅名（茶所駅）や周辺に点在する店の名前などに残っている。

## 主な成績
- 通算幕内成績：6敗4休
- 幕内在位：1場所